# Benutzungsgebühren
Der Begriff der Benutzungsgebühren ergibt sich aus dem Kommunalen Abgabenrecht, das sich wiederum in den Kommunalen Abgabengesetzen der Bundesländer widerspiegelt. Im Wesentlichen ist der Begriff Benutzungsgebühren in den Kommunalen Abgabengesetzen sowie deren Ausführungsbestimmungen einheitlich definiert als entgeltliche Gegenleistung für die Benutzung einer öffentlichen Einrichtung. Hierbei handelt es sich insbesondere um das satzungsrechtlich festgelegte Entgelt für die Inanspruchnahme einer öffentlichen Dienstleistung. Klassische Beispiele für kommunale Benutzungsgebühren sind
- Abfallgebühren
- Abwassergebühren
- Gebühren für die Benutzung öffentlich-rechtlich handelnder Bibliotheken
- Gebühren für die polizeilicher und feuerwehrlicher Einrichtungen (Umsetzungen/Alarmierungen pp.)
- Gebühren für die Benutzung eines Bürgerhauses.

Während im Privatrecht das Entgelt weitestgehend frei bestimmt werden kann, unterliegen Benutzungsgebühren, sich aus dem öffentlichen Recht ergebenden, Grundsätzen und besonderen Regeln. Hierbei haben die Verwaltungsgerichte über viele Jahrzehnte zahlreiche gebührenrechtliche Rechtsgrundsätze wie
- das Äquivalenzprinzip,
- das Kostendeckungsprinzip,
- das Gleichheitsprinzip / Prinzip der Typengerechtigkeit sowie
- den Grundsatz der Erforderlichkeit von Kosten

definiert, die bei der Kalkulation der Gebührensätze zu beachten sind. 
Benutzungsgebühren werden durch Gebührenbescheid festgesetzt. Die Festsetzung ist ein Verwaltungsakt im Sinne des § 35 Satz 1 VwVfG. Der Tatbestand, der die Gebührenpflicht auslöst, ist in der Regel die Benutzung der entsprechenden Einrichtung, beispielsweise eines städtischen Schwimmbades. Benutzungsgebühren setzen nicht immer ein aktives Verhalten des Gebührenschuldners voraus. Muss z. B. die Feuerwehr zur Rettung des Gebührenschuldners oder seiner Sachen tätig werden oder muss die Polizei dessen Fahrzeug umsetzen, ist der Tatbestand mit dem Durchführen der Amtshandlung (i. d. R. als Verwaltungsrealakt) erfüllt. Die Gebühr kann auch entstehen, wenn dem Antragsteller eine Be- oder Vergünstigung gewährt wird. Dann ist der Tatbestand mit dem Erlass des begünstigen Verwaltungsaktes erfüllt. 
Als Verwaltungsakt kann die Festsetzung der Benutzungsgebühr einem Rechtsbehelf (Klage und in vielen Bundesländern zuvor auch mit Widerspruch) angefochten werden. Zu beachten ist, dass gem. § 80 Abs. 2 Nr. 1 VwGO der entsprechende Rechtsbehelf keinen Suspensiveffekt (d. h. aufschiebende Wirkung) erzeugt, da die Rechtsprechung Benutzungsgebühren unter "öffentliche Abgaben" subsumiert. Der Zweck der Vorschrift liegt darin die Handlungsfähigkeit der öffentlichen Haushalte zu sichern. Die Gebühr muss daher in jedem Fall nach Eintritt der Bestandskraft oder ggf. früher bei Anordnung der sofortigen Vollziehung zunächst beglichen werden, soweit einem Antrag auf Aussetzung der Vollziehung an die Behörde (§ 80 Abs. 4 Satz 1 VwGO) nicht stattgegeben wurde oder ein Antrag auf Anordnung der aufschiebenden Wirkung an das Verwaltungsgericht (§ 80 Abs. 5 Satz 1 Var. 2 VwGO) keinen Erfolg hatte. Hat der Widerspruchsführer bzw. der Kläger in der Sache obsiegt, erhält er die eingezahlte Gebühr zurück. 